# Morningwood (album)
Morningwood è il primo album in studio del gruppo musicale statunitense di rock alternativo dei Morningwood, pubblicato nel 2006.

## Tracce
1. Nü Rock – 2:30
2. Televisor – 3:37
3. Nth Degree – 3:55
4. Jetsetter – 3:54
5. Take Off Your Clothes – 3:17
6. Body 21 – 3:37
7. Easy – 3:10
8. Babysitter – 3:31
9. New York Girls – 2:56
10. Everybody Rules – 3:08
11. Ride the Lights – 4:06

## Formazione
- Chantal Claret - voce
- Peter "Pedro" Yanowitz - basso, cori
- Japa Keenon - batteria
- Richard Steel - chitarra